# Guillain-Mollaret-Dreieck
Das Guillain-Mollaret-Dreieck stellt eine funktionelle Verbindung zwischen drei Kerngruppen im Kleinhirn bzw. Hirnstamm dar, welche für die Bewegungskoordination von Bedeutung sind. Es wurde nach Georges Guillain und Pierre Mollaret, zwei französischen Neurologen aus dem 20. Jahrhundert, benannt.
Die beteiligten Kerne sind der Nucleus ruber im Mittelhirn, welcher über den Tractus tegmentalis centralis zur unteren Olive projiziert. Diese projiziert wiederum über die Kletterfasern zum Nucleus dentatus des Kleinhirns. Diese Fasern verlaufen dabei durch den unteren Kleinhirnstiel (Pedunculus cerebellaris inferior). Durch die Rückkopplung des Ncl. dentatus an den Ncl. ruber – diese Fasern verlaufen dann über den oberen Kleinhirnstiel (Pedunculus cerebellaris superior) – schließt sich das Guillain-Mollaret-Dreieck.